# Sadkowice-Kolonia
Sadkowice-Kolonia – wieś sołecka w Polsce położona w województwie mazowieckim, w powiecie lipskim, w gminie Solec nad Wisłą.
| SIMC    | Nazwa         | Rodzaj    |
| ------- | ------------- | --------- |
| 0637884 | Końce         | część wsi |
| 0637890 | Księża Strona | część wsi |
| 0637909 | Tryby         | część wsi |

W latach 1975–1998 miejscowość administracyjnie należała do województwa radomskiego.
Wierni Kościoła rzymskokatolickiego należą do parafii św. Jana Chrzciciela w Pawłowicach.